# Marjorie Perloff
Marjorie Perloff  (nascuda amb el nom Gabriele Mintz; 28 de setembre de 1931 - 24 de març de 2024) va ser una crítica i estudiosa de la poesia nord-americana nascuda a Àustria, coneguda pel seu estudi de la poesia d'avantguarda.
Perloff va ser professor a la Universitat Catòlica d'Amèrica, la Universitat de Maryland, la Universitat del Sud de Califòrnia i la Universitat Stanford.
Va escriure llibres sobre WB Yeats, Robert Lowell i Frank O'Hara i va promoure poesia que no havia estat gaire estudiada i no es valorava positivament, com ara obres de Louis Zukofsky, Kenneth Goldsmith i poesia brasilera. Perloff va ser àmpliament considerada com la crítica més influent de la poesia experimental. Va encunyar el terme "geni no original" per reflectir el desig d'alguns poetes contemporanis de crear poesia utilitzant paraules d'altres persones i pràctiques basades en restriccions en lloc d'inspiració o altres fonts personals.